# (11726) Edgerton
(11726) Edgerton est un astéroïde de la ceinture principale.

## Description
(11726) Edgerton est un astéroïde de la ceinture principale. Il fut découvert le 1er mai 1998 à Lime Creek par Robert Linderholm. Il présente une orbite caractérisée par un demi-grand axe de 3,08 UA, une excentricité de 0,15 et une inclinaison de 8,1° par rapport à l'écliptique.

## Compléments